# Eumenes viatrix
Eumenes viatrix är en stekelart som beskrevs av Nurse. Eumenes viatrix ingår i släktet krukmakargetingar, och familjen Eumenidae. Inga underarter finns listade i Catalogue of Life.